# 岡島一夫
岡島 一夫（おかじま かずお、1932年（昭和7年）5月15日 - 2003年（平成15年）4月12日）は、日本の政治家。愛媛県今治市長。

## 経歴
早稲田大学政治経済学部卒業。
代議士の秘書を経て、1971年に愛媛県議会議員に立候補し初当選を果たした。県議会議員3期目の途中で議員を辞職し、1981年に今治市長選挙に立候補した。市長選挙では現職の羽藤栄市を破り、初当選を果たした。
市長時代には学校給食での自校方式導入や下水道の普及、今治駅周辺の鉄道高架事業、今治港富田地区の整備などを進めた。
今治港富田地区の整備では織田が浜の埋立を巡って住民から反発の声が起こり、反対住民が公金支出差し止めを求め1984年に提訴した。裁判は最高裁まで続き、1995年に最高裁が「埋め立てに違法性はない」との確定判決を下し住民側が敗訴した。
市長の4期目の1997年には体力への不安や多選は好ましくないとの考えから引退を表明した。後継者には今治市の総務調整部長などを務めた繁信順一を指名した。1998年の今治市長選挙では繁信を支援し、繁信は当選を果たした。
2002年に勲三等瑞宝章を受章。
2003年にすい臓がんで死去（享年70）。

## 略歴
- 1955年 - 早稲田大学政治経済学部卒業。
- 1971年 - 愛媛県議会議員選挙に立候補し、初当選。
- 1981年 - 今治市長選挙に立候補。羽藤栄市を破り初当選。
- 1997年 - 次期今治市長選挙への不出馬を表明。
- 1998年 - 今治市長を退任。
- 2003年4月12日 - すい臓がんで死去（享年70）。